# Натанеби (станция)
Натанеби — узловая станция Грузинской железной дороги на ответвлении Самтредиа — Батуми. Находится в Озургетском муниципалитете края Гурия. Движение на этом участке открыто в 1883 году в рамках строительства железнодорожной линии Самтредиа — Батуми. Является также первой станцией ответвления Натанеби — Озургети, проведённого в 1924 году. Само ответвление состоит из трех станций: Натанеби, Мерия и Озургети.
Количество путей на станции — 5, из них 4 электрифицированных. Все разводные стрелки на станции автоматические.
Станция обслуживает не только жителей одноименного села, но и жителей окрестных сел, не имеющих железнодорожного сообщения. На привокзальной площади находится автовокзал, откуда ходят автобусы в райцентры Гурии и Аджарии.

## История

### Станция Натанеби и её роль во времяконфликта в Аджарии
В ходе противостояния Правительства Грузии с тогдашним председателем Аджарской автономной республики Асланом Абашидзе станция Натанеби оказалась в самом сердце транспортного конфликта. Отряды, подчиняющиеся Абашидзе, регулярно разбирали железнодорожное полотно, опасаясь подхода железнодорожных эшелонов с армейской техникой, посланных Правительством Грузии. Железнодорожное сообщение между Аджарией и остальной частью Грузии неоднократно прерывалось. Это негативно складывалось на работе Батумского морского порта и нефтяного терминала. Товары, предназначавшиеся для доставки в остальные регионы Грузии, не могли достигнуть назначенного места. Также прерывалось пассажирское сообщение с городами Тбилиси, Кутаиси и Озургети. Пассажирам приходилось пересаживаться на автобусы, чтобы доехать до Батуми или же добраться до станции Натанеби, для того чтобы сесть на необходимый им поезд. После ухода Аслана Абашидзе со своей должности и установления в Аджарии конституционного порядка железнодорожное сообщение было восстановлено и Натанеби вновь стала узловой станцией.

### Натанеби сегодня
На данный момент через станцию проходят как грузовые, так и пассажирские поезда. Вглубь Грузии идут товарные поезда, переправленные в порт Батуми паромами (в том числе нефтеналивные), а по направлению в Батуми — в основном нефтеналивные составы из Азербайджана, нефтепродукты с которых будут храниться в Батумском нефтяном терминале до их последующей перегрузки на нефтеналивные танкеры в Батумском морском порту.
Из пассажирских поездов через станцию регулярно проходят и останавливаются дневные и ночные поезда Тбилиси — Батуми, а также электропоезда Батуми — Кутаиси и Батуми — Озургети. С мая по сентябрь включительно на станции останавливается также международный поезд Батуми — Ереван.
Станция имеет высокую платформу. В здании вокзала станции имеются кассы и зал ожидания. Неподалёку от станции находится депо, в котором отстаивается мотовоз местной ремонтной бригады, работающий на ответвлении Натанеби — Озургети. Также вскоре за станцией начинается частично разобранный подъездной путь к заброшенному заводу и пакгаузу.